# Equipe bahamense na Copa Davis
A equipe bahamense na Copa Davis representa as Bahamas na Copa Davis, principal competição de tênis masculina por equipes do mundo. É administrada pela Bahamas Lawn Tennis Association.